# Benedikt Mancini
Benedikt Mancini (* 1967 in Karlsruhe als Benedikt Bauer) ist ein deutscher Theologe, Gymnasiallehrer und Autor historischer wie theologischer Werke.

## Leben
Mancini studierte Katholische Theologie an der Rheinischen Friedrich-Wilhelms-Universität Bonn und der Universität zu Köln.  1996 schloss er mit der Dissertation Das ewige Werden in Gott und das zeitliche Werden der Welt. Immanente und ökonomische Trinität in Origenes’ „Peri Archon“ am Tectum-Verlag ab. 1999 folgte die Veröffentlichung Geistliche Vaterschaft. Konturen einer Konzeption geistlicher Begleitung (Echter-Verlag, Würzburg).
Nach dem Referendariat in Nordrhein-Westfalen wurde er Lehrer für Katholische Religion und Deutsch. Seit 2003 ist er am Gymnasium Bammental tätig, 2007 wurde er stellvertretender Schulleiter, 2013 Schulleiter.  2016 nahm er den Nachnamen seiner zweiten Ehefrau an.
Seit 2024 ist er zudem Lehrbeauftragter für Schul- und Beamtenrecht am Seminar für Lehrerbildung Heidelberg.  Mancini ist Mitglied der CDU und seit 2022 Leiter des Arbeitskreises Bildung im Kreisverband Rhein-Neckar.  Er gehört seit 2015 dem Lions Club Wiesloch an und war 2024/25 dessen Präsident.

## Werk
- (1992) Fortschritt contra Tradition? Zum heutigen Liturgieverständnis, in: Synaxis. Mitteilungsblatt für Vereinsmitglieder, Regensburg.
- (1996) Das ewige Werden in Gott und das zeitliche Werden der Welt: immanente und ökonomische Trinität in Origenes’ „Peri Archon“, Tectum Verlag, Marburg, ISBN 978-3-89608-940-5.
- (1996) Thematische Einführungen „Arbeit und Arbeitslosigkeit“, „Gesellschaft“, in: Katholisch-Soziales Institut (Hrsg.), Alle Eingaben zum Konsultationsprozeß, Bad Honnef.
- (1999) Geistliche Vaterschaft. Konturen einer Konzeption geistlicher Begleitung, Echter Verlag, Würzburg, ISBN 978-3-429-02165-9.
- (2020) Die Abenteuer des Ritters Hugolin von Bärenfels. Band 1: Der Schwur, BoD, Norderstedt, ISBN 978-3-7519-7365-2.
- (2023) Die Abenteuer des Ritters Hugolin von Bärenfels. Band 2: Die Irrfahrt, BoD, Norderstedt, ISBN 978-3-7578-5074-0.
- (2025) Die Abenteuer des Ritters Hugolin von Bärenfels. Band 3: Die Heimkehr, BoD, Norderstedt, ISBN 978-3-7579-7751-0.
- (2018ff.) Castel del Monte – Ikone des idealen Staates und Tempel der unsterblichen Seele, epubli, diverse Auflagen bis 2025, ISBN 978-3-7450-3289-2.
- (2025) Friedrich II. – Die Proklamation als Versöhnungsgesuch, GRIN, München, ISBN 978-3-346-87654-3.

## Öffentliches Wirken
Mancini wird regelmäßig in der regionalen Presse als Schulleiter des Gymnasiums Bammental zitiert, u. a. bei Fragen der Schulpolitik oder während der COVID-19-Pandemie.  2014 nahm er am „Nachtcafé Bammental“ zum Thema schulische Inklusion teil.